# آنانگکای
آنانگکای (به لاتین: Annangkai) یک منطقهٔ مسکونی در سری‌لانکا است که در استان شمالی (سری‌لانکا) واقع شده‌است.